# Cultuurtechniek
Cultuurtechniek is de techniek die van belang is bij het in cultuur brengen en houden van landoppervlakken. Het zijn werken en maatregelen die blijvend de gebruikswaarde van de grond dienen te verbeteren en/of vergroten. In Nederland en in België rekent men hieronder onder andere maatregelen als waterbeheersing, verbetering van de verkaveling, grondverbetering en landaanwinning.
Cultuurtechniek was oorspronkelijk vooral gericht op de landbouw (agricultuur), maar men is zich steeds meer gaan richten op de belangen van andere sectoren, zoals tuinbouw (horticultuur) en bosbouw (silvicultuur) en natuurbouw.

## Natuurtechniek
Ook in het natuurbeheer worden steeds vaker cultuurtechnische methoden gebruikt. Omdat het doel anders is dan bij de traditionele cultuurtechniek wordt hier ook wel van natuurtechniek gesproken. Waterbeheersing of grondwerken kunnen ook vanuit een ecologisch gezichtspunt worden ondernomen. Zo worden er bijvoorbeeld poelen gegraven of natuurvriendelijke oevers aangelegd, waardoor er voor flora en fauna meer kansen ontstaan.